# Q (Star Trek)

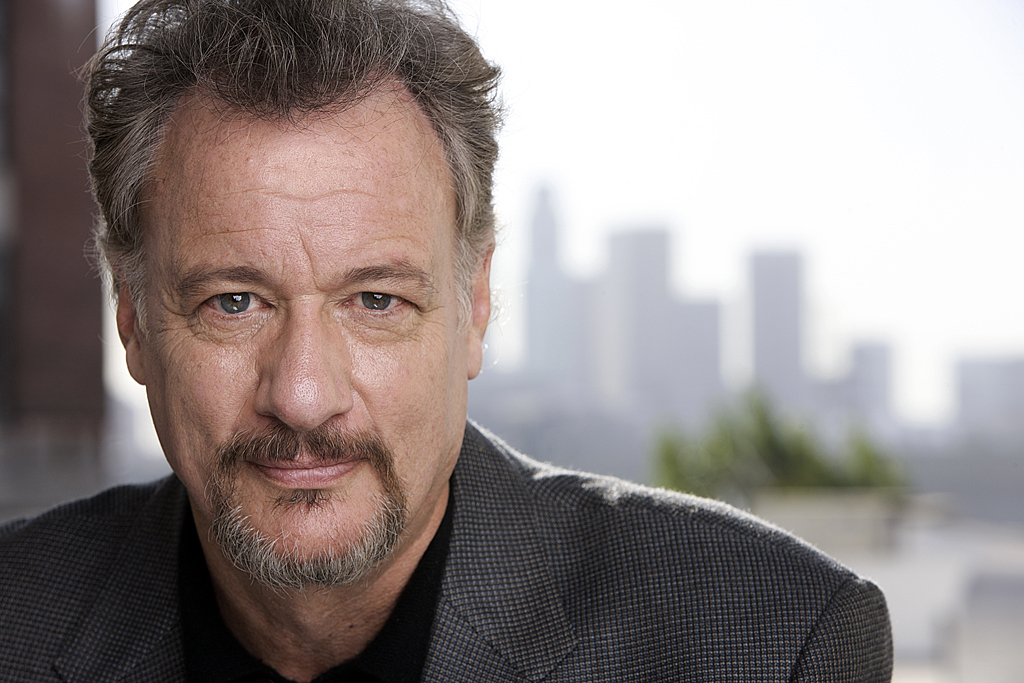
Herec člena rasy Q – John de Lancie

Q je fiktivní rasa ze sci-fi příběhů Star Treku. Q se objevili v první epizodě seriálu Star Trek: Nová generace, rovněž celá série skončila dílem, kde Q hráli podstatnou úlohu. Jedná se o skupinu bytostí s nadlidskými schopnostmi, kteří žijí mimo lidmi vnímatelnou realitu, svůj domov popisují jako Q-kontinuum.
Q se většinou objevují na lodích Enterprise-D i Voyager. Dávají najevo svoji nadřazenost, vyspělost a lidskou omezenost. Q většinou přivedou posádku Enterprise do značných nesnází, dochází k celé řadě nečekaných situací a neobvyklým zápletkám děje. Kvůli aktivitám Q se například poprvé v seriálu objevují Borgové. Pravá podoba bytosti Q není známa, jde-li ji vůbec v pravé podobě spatřit.
Q příležitostně používá ve svém slovníku kontrakce jako součást svého chaotického postavení boha.
Nejznámějším členem Q-kontinua je Q, kterého hraje John de Lancie.

## Výskyt
Star Trek: Nová generace
- 1x01-02 – „Střetnutí na Farpointu“ (1. a 2. část)
- 1x10 – „Hra na schovávanou“
- 2x16 – „Kdo je Q“
- 3x13 – „Déjà Q“
- 4x20 – „Amorek“
- 6x06 – „Slečna Q“
- 6x15 – „Tapiserie“
- 7x25–26 – „Všechno dobré...“ (1. a 2. část)

Star Trek: Stanice Deep Space Nine
- 1x07 – „Bez Q“

Star Trek: Vesmírná loď Voyager
- 2x18 – „Přání zemřít“
- 3x11 – „Jih proti Severu“
- 7x19 – „Q junior“

Star Trek: Lower Decks
- 1x08 – „Veritas“

Star Trek: Picard
- 2x01 – „The Star Gazer“
- 2x02 – „Penance“
- 2x03 – „Assimilation“
- 2x04 – „Watcher“
- 2x05 – „Fly Me to the Moon“
- 2x06 – „Two of One“
- 2x08 – „Mercy“
- 2x10 – „Farewell“